# Le Sueur County
Le Sueur County er et county i den amerikanske delstat Minnesota. Amtet ligger i den centrale del af delstaten og grænser op til Scott County i nord, Rice County i øst, Waseca County i syd, Blue Earth County i sydvest, Nicollet County i vest og mod Sibley County i nordvest.
Le Sueur Countys totale areal er 1 227 km² hvoraf 66 km² er vand. I 2000 havde amtet 25.426 indbyggere. Amtets administration ligger i byen Le Center.
Amtet har fået sit navn efter den franske opdagelsesrejsende Pierre-Charles Le Sueur.
44°22′N 93°44′V / 44.37°N 93.73°V